# Вулиця Земельна
Вулиця Земельна — вулиця у Личаківському районі міста Львова, в місцевості Збоїща. Пролягає від вулиці Богдана Хмельницького углиб промислової зони (Північний промвузол), завершується глухим кутом. Приблизно посередині траси вулиця переривається територією Львівського дослідно-експериментального механічного заводу, за якою розгалужується на два напрямки. Прилучається вулиця Ковельська.

## Історія та забудова
Вулиця виникла у складі селища Збоїща, не пізніше 1952 року отримала назву вулиця Щорса, на честь більшовицького військового діяча Миколи Щорса. Сучасну назву вулиця має з 1958 року.
Згідно закону України «Про засудження комуністичного та націонал-соціалістичного (нацистського) тоталітарних режимів в Україні та заборону пропаганди їхньої символіки» усі вулиці названі на честь закордонних діячів компартії мають бути декомунізовані. Таким чином, вулиця, названа на честь білоруського письменника та партійного діяча Івана Мележа підпадає під дію цього закону і у 2016 році вулиця Івана Мележа була приєднана до вулиці Земельної.
Вулиця Земельна забудована переважно спорудами промислового призначення, проте збереглося кілька одноповерхових приватних садиб.